# ويليام سميث (إبطالي)
ويليام سميث (بالإنجليزية: William Smith)‏ (22 سبتمبر 1756 - 31 مايو 1835) كان سياسيًا بريطانيًا مستقلًا رائدًا، شغل منصب عضو في البرلمان لأكثر من دائرة انتخابية. كان منشقًا إنجليزيًا وكان له دور فعال في منح الحقوق السياسية للأقليات الدينية. كان صديقًا مقربًا من ويليام ويلبرفورس وعضو في طائفة كلافام من المصلحين الاجتماعيين، وكان في طليعة العديد من حملاتهم الهادفة لتحقيق العدالة الاجتماعية وإصلاح السجون والسعي الخيري، وعلى الأخص إلغاء العبودية. كان جد الممرضة الرائدة وخبيرة الإحصاء فلورنس نايتينجيل والعالمة التربوية باربارا بوديكون، مؤسسة كلية غيرتون، كامبريدج.

## النشأة
ولد ويليام سميث في 22 سبتمبر عام 1756 في كلافام (التي كانت آنذاك قرية إلى الجنوب من لندن)، وكان الابن الوحيد لصمويل سميث من مارثا، ابنة ويليام آدمز من لندن. كونه ترعرع على يد أبوين تابعين لكنيسة مستقلة، تلقى تعليمه في مدارس المنشقين في دافينتري حتى عام 1772، إذ بدأ يتأثر بالتوحيديين. عمل تاجرًا في البقالة العائلية وبحلول عام 1777، أصبح شريكًا. عمل سميث لمدة طويلة كمصلح اجتماعي وسياسي، وانضم إلى جمعية المعلومات الدستورية في عام 1782.

## الانتخابات للبرلمان
في عام 1784، انتُخب سميث كأحد نائبي برلمان سدبيري في سوفولك. كان ناشطًا في دعمه لحزب الأحرار البريطاني في أثناء وجوده بين المعارضة. في 1790 خسر مقعده في سدبيري وفي يناير التالي، انتُخب كأحد أعضاء كاملفورد. في عام 1796، عاد مرة أخرى إلى سدبيري، ولكن في عام 1802، قبل دعوة الراديكاليين للترشح لنورتش، رغم أنه هُزم في انتخابات عام 1806، التي جرت محليًا. مع ذلك، انتُخب عدد كافٍ من أعضاء حزب الأحرار البريطاني لتشكيل الحكومة المقبلة، بقيادة اللورد غرنفيل. أعيد سميث مرة أخرى في عامي 1807 و1812 وأصبح عضوًا راديكاليًا وصريحًا في برلمان نورتش، والذي كان معروفًا بكونه مكان تجمع للمنشقين والراديكاليين من جميع الأنواع.

## التوحيديين
كان ويليام سميث ذا قناعات مسيحية معارضة قوية - كان توحيديًا، ومُنع من الوصول إلى مكاتب الدولة الكبرى. (كانت عقيدة التوحيديين تنكر حقيقة الثالوث، التي كانت عقيدة مركزية في كنيسة إنجلترا). مع ذلك، لعب دورًا رائدًا في معظم القضايا البرلمانية المعاصرة العظيمة، بما في ذلك مطالب المعارضين بإلغاء مرسوم الاختبار ومرسوم الشركة (لأول مرة منذ ثلاثينيات القرن الثامن عشر). رغم أن المناضلين فشلوا في عام 1787، حاولوا مرة أخرى في عام 1789. عندما قدم تشارلز فوكس مشروع قانون لإلغاء اللاثالوثية في مايو عام 1792، دعم سميث جمعية التوحيديين، معلناً التزامه بقضيتهم. في نفس العام، أصبح أحد الأعضاء المؤسسين لجمعية أصدقاء الشعب. في عام 1813، تحدى سميث الكنيسة القائمة، وكان مسؤولاً عن الدفاع عن قانون عقيدة الثالوث 1813، والمعروف باسم «قانون السيد ويليام سميث»، الذي شرّع ممارسة التوحيد لأول مرة. كان عضوًا في كنيسة إسيكس ستريت.